# Peter-Christian Graf von Bothmer
Peter-Christian Graf von Bothmer (* 8. Dezember 1941 in Köslin) ist ein Brigadegeneral außer Dienst des Heeres der Bundeswehr.

## Leben
Am 1. April 1961 trat von Bothmer bei der Panzergrenadiertruppe in Itzehoe in die Bundeswehr ein und durchlief die Offizierausbildung an der Heeresoffizierschule I in Hannover und der Kampftruppenschule II in Munster. Am 1. April 1963 wurde er zum Leutnant ernannt und hatte Verwendungen von 1963 bis 1964 als Leiter im Unteroffizierlehrgang und Zugführer der Ausbildungskompanie 3/6 in Hamburg und Wentorf bei Hamburg, von 1965 bis 1966 als Zugführer des Panzerjägerkanonenzuges, von 1966 bis 1968 als Zugführer des schweren Mörserzuges und von 1968 bis 1972 als Kompaniechef der 5. Kompanie des Panzergrenadierbataillons 162 in Wentorf. 1966 wurde er zum Oberleutnant und 1968 zum Hauptmann ernannt.
Von 1972 bis 1974 absolvierte von Bothmer den 15. Generalstabslehrgang Heer an der Führungsakademie der Bundeswehr in Hamburg, wo er zum Offizier im Generalstabsdienst ausgebildet wurde und 1973 zum Major befördert wurde. Anschließend war er von 1974 bis 1986 Generalstabsoffizier für Übungen (G3) im Stab der Northern Army Group der NATO. 1976 wurde er zum Oberstleutnant ernannt und besuchte er das Staff College Camberley im Vereinigten Königreich und war von 1978 bis 1980 Generalstabsoffizier für Planung, Ausbildung und Organisation (G3) der Panzerbrigade 8 in Lüneburg. Von 1980 bis 1982 war er Bataillonskommandeur des Panzergrenadierbataillons 73 in Cuxhaven und von 1982 bis 1986 Stabsoffizier im Führungsstab des Heeres I 6, beim Chef des Stabes des Führungsstabes des Heeres und des Führungsstabes der Streitkräfte im Bundesministerium der Verteidigung in Bonn. 1984 wurde er zum Oberst ernannt. 1987 besuchte er das Royal College of Defence Studies in London und war von 1988 bis 1990 G3 des Territorialkommandos Süd in Mannheim.
1990 wurde von Bothmer Brigadekommandeur der Heimatschutzbrigade 51 in Eutin, 1993 Kommandeur des Verteidigungsbezirks 12 in Eutin und im Februar 1995 stellvertretender Divisionskommandeur der 1. Gebirgsdivision, Kommandeur Divisionstruppen sowie stellvertretender Befehlshaber im Wehrbereich VI. Am 28. März 1995 wurde er zum Brigadegeneral ernannt und mit Ablauf des Dezember 2001 in den Ruhestand versetzt.
Graf von Bothmer ist Angehöriger des ehemaligen Adelsgeschlechts Bothmer, evangelisch, verheiratet und hat zwei Söhne sowie eine Tochter.